# Janez Bogataj (etnolog)
Janez Bogataj, slovenski etnolog, univerzitetni profesor in publicist, * 11. junij 1947, Ljubljana.
Leta 1971 je diplomiral na Filozofski fakulteti v Ljubljani iz etnologije in zgodovine umetnosti.  
Med letoma 1972 in 1974 je delal kot kustos etnolog v Dolenjskem muzeju, od leta 1975 je postopoma napredoval s položaja asistenta do rednega profesorja na Oddelku za etnologijo in kulturno antropologijo Filozofske fakultete v Ljubljani leta 1998, bil pa je tudi njegov predstojnik. Od leta 2003 je bil vodja katedre za slovensko etnologijo do upokojitve leta 2011, ko je prejel častni naziv zaslužni profesor. Občasno je predaval tudi na Fakulteti za turistične študije v Portorožu in Akademiji za likovno umetnost in oblikovanje v Ljubljani. Leta 1995 je bil izvoljen za predsednika Slovenske izseljenske matice.  
Je avtor ali soavtor preko 65 knjig. Sicer se ukvarja z gastronomijo slovenskih pokrajin. Spisal je tudi knjigo o protokolarnih darilih Kultura poslovnih, promocijskih in protokolarnih daril, ki je leta 1994 izšla pri založbi Ethno. 
Leta 2003 je prejel Murkovo nagrado, pa tudi Red za zasluge Republike Slovenije, Recherche de la Qualité OSF in Gourmand World Cookbook Award. 